# When I Held Ya
When I Held Ya är en akustisk poplåt skriven av sångaren/låtskrivaren Moa Lignell. Moa framförde först sin låt på Idol 2011-auditionen i Stockholm. When I Held Ya blev direkt väldigt hyllad och fick stående ovationer senare i programmet när Moa sjöng låten under fredagsfinalerna.
Låten gick direkt in som etta på Digilistan 29 januari 2012.
Låten låg 5:a på Spotify i januari 2012.
18 mars 2012 gjorde låten debut på Svensktoppen.

## Listplaceringar
| Lista (2012) | Topplacering |
| ------------ | ------------ |
| Sverige      | 4            |

### Fotnoter
1. ↑  ”Hitparad”. http://swedishcharts.com/showitem.asp?interpret=Moa+Lignell&titel=When+I+Held+Ya&cat=s. Läst 2 mars 2012.